# Georg Weizsäcker
Georg Heinrich Freiherr von Weizsäcker (* 10. Oktober 1973 in München) ist ein deutscher Wirtschaftswissenschaftler und Professor für Volkswirtschaftslehre an der Humboldt-Universität zu Berlin. Er war von 2021 bis 2023 Vorsitzender des Vereins für Socialpolitik.

## Werdegang
Er studierte Volkswirtschaftslehre an der Humboldt-Universität und an der University of California in Berkeley und promovierte 2004 an der Harvard University. Im Anschluss ging er an die London School of Economics and Political Science und das University College London und wurde an beiden Hochschulen 2010 Professor. Von 2011 bis 2013 war er Vize-Präsident des Deutschen Instituts für Wirtschaftsforschung in Berlin, wo er weiterhin als Forschungsdirektor tätig ist. 2012 wurde Weizsäcker auf den Lehrstuhl für „Mikroökonomische Theorie und ihre Anwendungen“ an der Humboldt-Universität berufen. Der Europäische Forschungsrat fördert seine Arbeit bis 2016 maßgeblich im Rahmen ihrer gezielten Unterstützung von Spitzenforschern. 2021 wurde er in den Wissenschaftlichen Beirat des Bundesministeriums für Wirtschaft und Energie berufen.
Georg von Weizsäcker entstammt dem pfälzisch-württembergischen Geschlecht Weizsäcker. Seine Eltern sind der Mathematiker Heinrich Wolfgang von Weizsäcker und die Ärztin Dorothea Grassmann. Er ist mit der Wirtschaftswissenschaftlerin Dorothea Kübler verheiratet.

## Ehrungen
- 2017: Gossen-Preis des Vereins für Socialpolitik[4]